# Leptogryllus deceptor
Leptogryllus deceptor is een rechtvleugelig insect uit de familie krekels (Gryllidae). De wetenschappelijke naam van deze soort is voor het eerst geldig gepubliceerd in 1910 door Perkins.
1. ↑  (en) Leptogryllus deceptor op de IUCN Red List of Threatened Species.